# Juan Matute Azpitarte
Juan Matute Azpitarte (Bilbao, 16 de enero de 1951) es un jinete olímpico español. Primer olímpico español en doma de la historia.

## Biografía
Compitió en los Juegos Olímpicos de Seúl 1988, los Juegos Olímpicos de Barcelona 1992 y los Juegos Olímpicos de Atlanta 1996. En Barcelona'92 se convirtió en el primer olímpico español en doma de la historia.
En los Juegos Olímpicos, concluyó en los puestos: 44º en la prueba individual (Seúl'88); 43º en la prueba individual (Barcelona'92); y 48º en la prueba individual y 7º en la prueba por equipos (Atlanta '96).
Matute Azpitarte fue sexto en el Campeonato de Europa de Luxemburgo 1995, y seis veces campeón de España (1985, 1986, 1989, 1991, 1992, 2007).
Juan Matute Azpitarte fue nombrado director técnico del plan de modernización de los menores españoles de doma clásica el 1 de marzo de 2022.
Su hijo Juan Matute Guimón, también jinete de doma clásica, sufrió el 5 de mayo de  2020 un grave derrame cerebral mientras entrenaba. Tras permanecer veintidós días en coma, comenzó su recuperación.